# 郭家庄大禹庙
太行区第四军分区及32团石梁旧址，位于山西省长治市潞城区成家川街道郭家庄村，是一处山西省文物保护单位。
2021年8月4日，太行区第四军分区及32团石梁旧址公布为第六批山西省文物保护单位，年代为元、明、清，古建筑类，编号6-153。